# 波爾斯卡利夫卡
49°58′58″N 34°12′42″E / 49.98278°N 34.21167°E
波爾斯卡利夫卡（烏克蘭語：Порскалівка），是烏克蘭中部的村莊，隸屬波爾塔瓦州的米爾霍羅德區。該村距離諾西和哈倫基1公里，海拔高度166米，2001年人口162。